# Deltamys
Deltamys is een geslacht van zoogdieren uit de familie van de Cricetidae. De wetenschappelijke naam van het geslacht werd in 1917 gepubliceerd door Oldfield Thomas.

## Soorten
Er worden 2 soorten in dit geslacht geplaatst:
- Deltamys araucaria Quintela et al., 2017
- Deltamys kempi O. Thomas, 1917

Akodon · Bibimys · Blarinomys · Brucepattersonius · Castoria · Dankomys† · Deltamys · Gyldenstolpia · Juscelinomys · Kunsia · Lenoxus · Necromys · Oxymycterus · Podoxymys · Scapteromys · Thalpomys · Thaptomys